# Bostrycapulus urraca
Bostrycapulus urraca is een slakkensoort uit de familie van de Calyptraeidae. De wetenschappelijke naam van de soort is voor het eerst geldig gepubliceerd in 2005 door Collin.